# A3 (motorväg, Serbien)

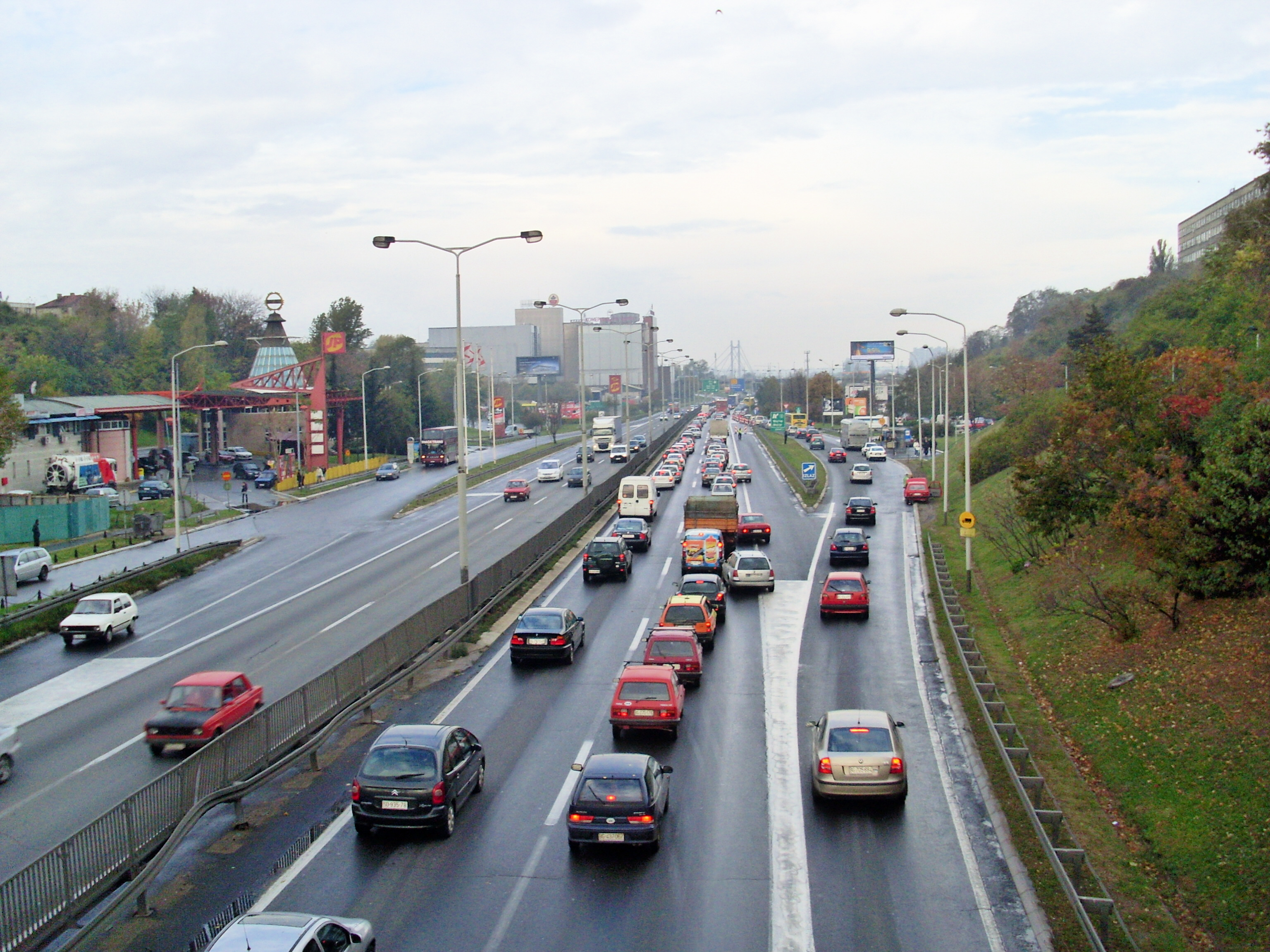
E70/E75 nära centrala Belgrad

A3 är motorväg väster om Belgrad och passerar Ruma och Sremska Mitrovica. Den följer europavägen E70 och är i huvudsak också skyltad som E70. Motorvägen är en del i en längre motorväg som går mellan bland annat Ljubljana och Belgrad. Denna motorväg byggdes under den tid då Jugoslavien existerade och byggdes under ledning av landets dåvarande president Tito. Motorvägen ingick i det vägprojekt som Tito kallade vägen för broderskap och enande och avsikten var att knyta ihop hela landet med motorvägar och att även länka ihop dessa motorvägar med det dåvarande Jugoslaviens grannländer. Denna motorväg blev också mycket viktig för trafiken i stora delar av Europa då den utgjorde en viktig genomfartsförbindelse för internationell trafik. Under kriget på 1990-talet förlorade denna motorväg denna betydelse då den internationella trafiken valde alternativa vägar istället. Idag har motorvägen åter fått samma stora betydelse för internationell trafik som den hade före kriget då den internationella trafiken har återvänt till denna sträcka.